# 카타리나 린스베르거
카타리나 린스베르거(독일어: Katharina Liensberger, 1997년 4월 1일~)는 오스트리아의 알파인 스키 선수이다. 2018년 동계 올림픽에서 단체전 은메달과 여자 활강 동메달을 획득했다.

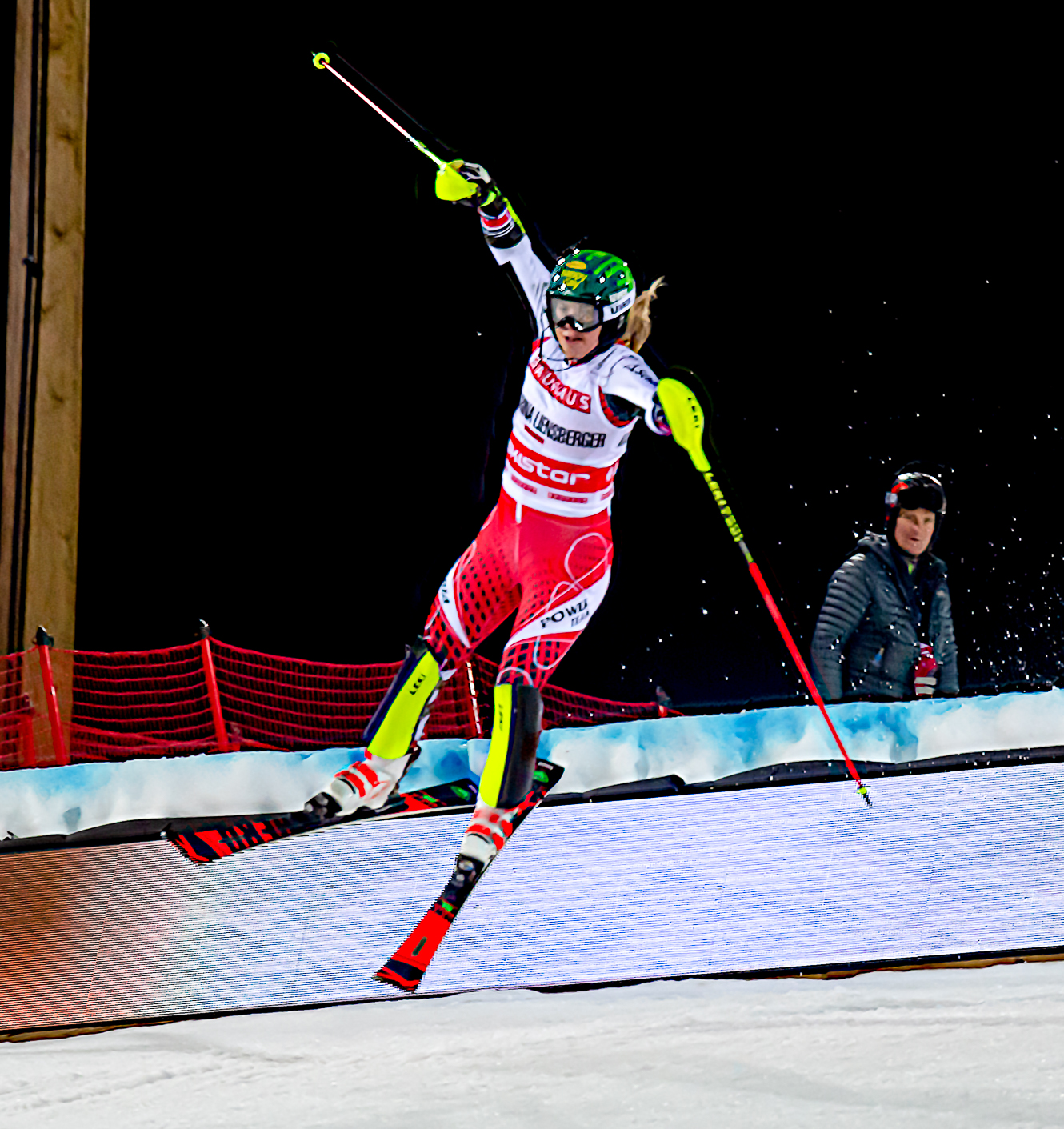
2019년 스톡홀름 월드컵 당시의 린스베르거